# Kora (spada)
Kora è un'arma bianca manesca del tipo spada in uso nel settentrione del subcontinente indiano, ivi compreso il Nepal. Ha lama massiccia e ricurva, affilata sul lato concavo, allargantesi in prossimità della punta che è però ottusa e palmata. L'impugnatura è ad una mano, spesso interamente realizzata in metallo. Veniva utilizzata sia come arma vera e propria che come arma rituale; gli esemplari destinati all'uso cerimoniale sono solitamente più massicci. Come il kukri, altra arma caratteristica nepalese, la kora viene ritenuta una probabile derivazione del kopis degli antichi Greci.